# مانوئل گوتشینگ
مانوئل گوتشینگ (متولد ۹ سپتامبر، ۱۹۵۲ در برلین) موسیقی‌دان، آهنگساز آلمانی است. او رهبر گروه‌های آش را تمپل و آشرا در دهه ۱۹۷۰ و ۱۹۸۰ میلادی است و همچنین هنرمندی سولوکار هم هست که یکی از تاثیرگذارترین گیتاریست‌ها بر سبک کراوت‌راک می‌باشد.